# Ladislav Seifert
Ladislav Seifert (19. dubna 1883 Sušice – 6. února 1956 Brno) byl český matematik, geometr, odborný autor a vysokoškolský pedagog, profesor Masarykovy univerzity a v letech 1947 až 1948 také rektor univerzity.

## Život
Narodil se v Sušici v západních Čechách. Po absolvování střední školy nastoupil na českou techniku (ČVUT) a posléze pak roku 1905 na Karlo-Ferdinandově univerzitě získal středoškolskou aprobaci pro výuku matematiky a deskriptivní geometrie. Suploval pak krátký čas na reálce v Praze, pak působil jako středoškolský profesor na I. české reálce v Plzni a od roku 1912 pak na reálce na Starém Městě v Praze. Po první světové válce habilitoval se jako soukromý docent pro geometrii na Přírodovědecké fakultě Karlovy university v Praze a současně na ČVUT.
Roku 1921 byl jmenován řádným profesorem geometrie nově zřízené Přírodovědecké fakulty Masarykovy univerzity v Brně, kam se následně přesunul. Byl řádným členem Moravské přírodovědecké společnosti. Jeho vědecká činnost se vztahovala především na syntetickou geometrii. Odborně asistoval také při vydávání učebnic deskriptivní geometrie pro střední školy.
V letech 1947 až 1948 pak zastával pozici rektora Masarykovy univerzity.

### Úmrtí
Ladislav Seifert zemřel 6. února 1956 v Brně ve věku 72 let. Je pohřben na Ústředním hřbitově v Brně.

### Rodina
Jeho mladším bratrem byl pedagog a spisovatel Miloš Seifert, mj. otec československého woodcrafterského hnutí.